# Палац Заммітелло
Палац Заміттелло, також відомий як Кастелло Заміттелло (мальт. Kastel Zamittellu) або вежа Заміттелло, — вікторіанська сільська будівля 19-го століття на околиці Мджарр, Мальта, на дорозі, що веде до селища Гнейни. Він був побудований сером Джузеппе Нікола Заміттом і залишався в одній сім'ї протягом останніх 200 років. Граф Френсіс Сант Кассія, двоюрідний брат власника, був останнім його мешканцем і був убитий на вулиці у 1988 році. На сьогодні справа не розкрита. Зараз він використовується для приватних заходів і весільних прийомів.

## Історія
Замок був побудований сером Джузеппе Нікола Заміттом на початку XIX століття як сільська забава в межах Мджарр на Мальті, хоча комерційні джерела стверджують, що він датується 1675 роком.
Останній мешканець, граф Френсіс Сант Кассія, був двоюрідним братом власника графа Френсіса Мандуки, і був вбитий 27 жовтня 1988 року неподалік від приміщення. Справа так і не була розкрита. Зараз будинок використовується як місце для проведення весіль та приватних заходів.

## Архітектура

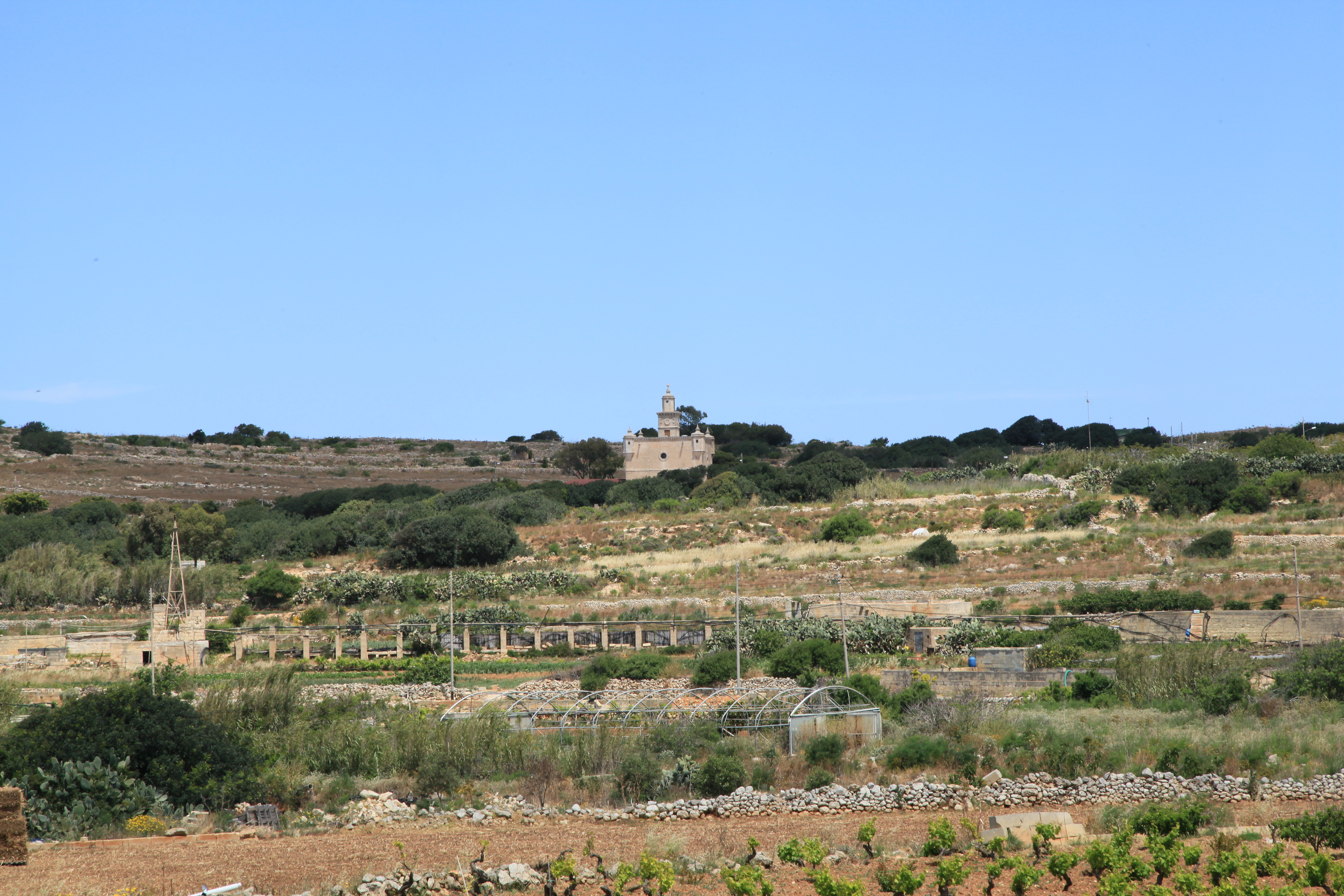
Замок Заммітелло та навколишня місцевість

Палац Заммітелло — це вишукана архітектурна пам'ятка 19-го століття. Збудований за зразком Лондонського Тауера. : 166  Хоча він і нагадує фортифікаційну споруду, за словами експерта з військової архітектури Стівена К. Спітері, він «абсолютно марний з погляду оборони».
Назва, яку дають будівлі, помилкова, оскільки її можна порівняти з заміською віллою, а її обриси — це резиденція квадратної форми, спроєктована у типовому вікторіанському архітектурному стилі. Вона вирізняється однією вежею на даху та чотирма геретами. Останні мають унікальний дизайн і ніколи не були бажаними та не використовувалися у мальтійському військовому контексті. Над вежею височіє християнський хрест у формі розп'яття.